# 莫札特撞擊坑
莫札特撞擊坑（英語：Mozart）是位於水星的一個撞擊坑，位於巨大的卡洛里盆地正南方。該撞擊坑底可見暗色的弧型丘，可能是中心環峰的殘餘。莫札特撞擊坑周圍的近距離調查發現有許多撞擊後形成撞擊坑期間，撞擊噴發物撞擊表面形成的鏈狀次級撞擊坑。